# Dušan Kecman
Dušan Kecman (Beograd, 6. studenog 1977.) srbijanski je profesionalni košarkaš. Igra na poziciji niskog krila, a trenutačno je član srpskog Partizana.

## Karijera
Karijeru je započeo u IMT–u koji kasnije mjenja ime u "Beopetrol", a ondje je ostao konca sezone 2000./01. Te sezone proglašen za najkorisnijeg igrača lige. U sezoni 2001./2002. bio je član FMP Železnika. U ljeto 2002. odlazi u beogradski Partizan i ondje je ostao pune dvije sezone. S Partizanom je u sezonama 2002./03. i 2003./04. osvojio naslove srpskog prvaka. Sezonu 2004./05. igrao je za tri različita kluba: Makedonikos Kozani, Efes Pilsen i Telindus Oostende. U sezoni 2005./06. bio je član ukrajinskog BC Kijeva, a u srpnju 2006. natrag se vraća u Partizan. U sezoni 2006./2007. osvojio je domaće prvenstvo i Jadransku ligu, a s Partizanom je stigao do 2. dijela natjecanja Eurolige. Sljedeće sezone ponovo osvaja domaće prvenstvo, Jadransku ligu i Kup Radivoja Koraća, a u Euroligi stiže do završnog dijela natjecanja. U srpnju 2008. prelazi u redove grčkog Panathinaikosa. Već u prvoj sezoni u Panathinaikosu osvojio je Euroligu 2008./09., pobijedivši u finalu rusku CSKA Moskvu. Međutim, Kecman se nije previše naigrao i zbog toga mu je Panatinaikos dao slobodne ruke u pronalasku novog kluba. U euroligaškoj sezoni 2008./09. u prosjeku je postizao 2.1 poen i 1.2 skoka u 18 utakmica. Sezonu 2009./10. provest će kao posuđeni igrač u bivšem klubu Partizanu.

### Utakmica protiv Cibone 25. travnja 2010.
Dušan Kecman postao je medijska zvijezda u Srbiji 25. travnja 2010. godine, kada je u završnoj utakmici NLB lige, odigranoj u zagrebačkoj Areni, protiv domaće Cibone s više od pola igrališta, šest desetinki prije isteka produžetka postigao pogodak za tri poena, čime je Partizan četvrti put uzastopno osvojio ovo natjecanje.
U prethodnom napadu košarkaš Cibone Bojan Bogdanović također je postigao tricu u posljednjoj sekundi utakmice, nakon čega su svi igrači i stručni stožer Cibone počeli slaviti ušavši u igralište. Nekoliko trenutaka potom Kecman, koji se nije istaknuo u dotadašnjem tijeku utakmice, primio je loptu s nešto više od pola igrališta i uputio ju prema košu. Lopta se odbila od table i ušla u koš., ostavivši u nevjerici oko 16 200 gledatelja koji su sa svojim miljenicima već slavili pobjedu. Sljedećeg dana Cibona je službeno uložila žalbu disciplinskom povjerenstvu NLB lige, smatrajući kako napad Partizana nije mogao otpočeti dok su strane osobe na igralištu. Žalba je, međutim, odbačena kao neregularna. Sam Kecman je skromno proslavio svoj uspjeh, ali je postao zvijezda dobivši i nadimke poput Kecman 0-0-6. Najveća športska televizijska kuća u SAD-u, ESPN, odabrala je u lipnju 2011. 10 najnevjerojatnijih športskih završnica u povijesti koje su zabilježile televizijske kamere. Devet od deset događaja odigralo se u Americi, a jedini koji nije upravo je ova Kecmanova trica koja je zauzela visoko treće mjesto.